# زبان‌های بنگالی–آسامی
زبان‌های بنگالی – آسامی زیرگروهی از شاخه شرقی زبان‌های هندوآریایی هستند. زبان‌های این گروه شامل آسامی، بنگالی، بیشنوپریا، چاکما، چیتاگونی، هاجونگ، کاریا تار، کورموکار، لودی، مال پاهاریا، رنگپوری، روهینگیا، سیلهتی، تانگچانگیا و سورجاپوری هستند.